# Viola Klein
Viola Klein (* 20. August 1908 in Wien, Österreich-Ungarn; † 13. Oktober 1973 in Reading, UK) war eine österreichisch-britische Soziologin, Mitglied der Britischen und der Internationalen Gesellschaft für Soziologie, Mitbegründerin und Herausgeberin des International Journal of Comparative Sociology, Autorin zahlreicher wissenschaftlicher Studien zur Frauenforschung und Pionierin feministischer Theorien.

## Leben und Schaffen
Viola Klein wuchs als Tochter eines Rechtsanwalts die ersten Lebensjahre in Wien in großbürgerlichen, jüdischen Verhältnissen auf. Es wurde Wert auf Bildung und die Unabhängigkeit der Frauen gelegt. Als sie 9 Jahre alt war, zog die Familie 1917 wegen politischer Turbulenzen nach Prag. In Prag, Wien und Paris studierte Viola Klein Französisch, Spanisch, Psychologie und Philosophie. 1936 promovierte sie an der Sorbonne in Paris zum Dr. phil. mit der Dissertation Sprache und Stil des Louis Ferdinand Céline.
Als die Deutschen 1938 Prag und die Tschechoslowakei besetzten, emigrierte sie zusammen mit ihrem Bruder, einem Rechtsanwalt, nach England. Ihre Eltern blieben und wurden später in Konzentrationslagern ermordet. Viola Klein und ihr Bruder arbeiteten zunächst als Hausangestellte und Gärtner in England. Von der tschechoslowakischen Exilregierung erhielt sie dann ein Forschungsstipendium für die London School of Economics (LSE) und promovierte, unterstützt von Karl Mannheim, der sich ebenfalls als jüdischer Flüchtling in London aufhielt, nochmals – diesmal in Soziologie. Ihre Arbeit The Feminine Character, History of an Ideology erschien 1946 mit einem Vorwort von Mannheim in der von Mannheim herausgegebenen International Library of Sociology and Social Reconstruction. In diesem Text setzt sie sich mit den Weiblichkeitstheorien der führenden Vertreter unterschiedlicher wissenschaftlicher Disziplinen (u. a. Margaret Mead, Havelock Ellis, Otto Weininger, Sigmund Freud, Mathias und Mathilde Vaerting) auseinander. Das Werk wurde bisher im deutschsprachigen Raum kaum rezipiert, obwohl es ein Musterbeispiel für die von Karl Mannheim in „Ideologie und Utopie“ entwickelte Wissenssoziologie [ist] und [...] sich dadurch aus[zeichnet], dass die Autorin immer wieder die erkenntnistheoretischen und methodologischen Prämissen ihres soziologischen und sozialpsychologischen Vorgehens reflektiert.
Trotz des wissenschaftlich vielversprechenden Starts gelang Viola Klein nicht sofort eine wissenschaftliche Karriere; sie blieb aus drei Gründen eine Außenseiterin: als Jüdin, als Flüchtling und als Wissenschaftlerin, die sich ausdrücklich einer Soziologie der Frau widmete zu einer Zeit, als es keine universitäre Frauen- und Geschlechterforschung gab. Sie arbeitete zunächst als Übersetzerin für das British Foreign Office, schrieb Artikel und Rezensionen in englischen, deutschen und amerikanischen Zeitschriften – so veröffentlichte sie Anfang der 1950er Jahre auch in der Welt am Sonntag – und konnte an kleineren Forschungsaufträgen mitwirken. Sie entwickelte sich zu einer Expertin empirischer Sozialforschung und Statistik, die sie dank ihrer integrierten interdisziplinären Ansätze kritisch zu deuten verstand.
In den frühen 1950er Jahren wurde die schwedische Sozialreformerin Alva Myrdal auf Viola Klein aufmerksam und es entstand eine mehrjährige Zusammenarbeit. 1956 erschien das Buch Women's Two Roles: Home and Work (deutsch 1961: Die Doppelrolle der Frau in Familie und Beruf), in dem empirische Daten über die Situation der Frauen in Familie und Beruf in Schweden, Frankreich, England und den USA vergleichend erarbeitet wurden. Ende der 1950er Jahre hatte Viola Klein ihr internationales wissenschaftliches Renommee gefestigt, war Mitglied internationaler soziologischer Gesellschaften, gab das International Journal of Comparative Sociology heraus, hielt Vorträge auf internationalen Konferenzen, leitete entwicklungspolitische Studien über Arbeiterinnen in 21 Ländern und veröffentlichte eine Studie über Arbeiterinnen in Großbritannien.
1964 erhielt Viola Klein eine Vollzeitstelle als Dozentin an der Universität von Reading. 1973 starb sie – kurz nachdem sie in den Ruhestand gegangen war.

## Veröffentlichungen
- Stil und Sprache des Louis Ferdinand Celine. PhD Thesis: University of Prague 1936
- The Feminine Character. History of an Ideology. International Universities Press, New York 1949
- mit Alva Myrdal :Die beiden Rollen von Frauen, Heim und Arbeit.,  orig.: Kvinnans två roller Tidens Förlag, Stockholm 1957
- Married Women in Employment, International Journal of Comparative Sociology 1(2): 254–61.1960
- Klein, V. (1963), Working Wives: The Money, New Society 40 (4 July).
- Report on Working Wives in Britain. Marriage and Family Living. 23(4), 1961 p. 387.
- Britain's Married Women Workers. Routledge & Kegan Paul. London 1965
- Women Workers: Working Hours and Services. Paris: Organization for Economic Co-operation and Development. 1965
- Klein, V. (), The Demand for Professional Womanpower. The British Journal of Sociology. 17(2), 1966  pp. 183–197.
- Die Gegenwärtige Situation der Soziologie in Grossbritannien, in G. Eisermann (ed.), Die Gegenwärtige Situation der Soziologie. Enke. Stuttgart 1967